# دیگو مندز
دیگو مندز (انگلیسی: Diego Méndez؛ زادهٔ ۲۹ اوت ۲۰۰۳) بازیکن فوتبال اهل اسپانیا است که برای رایو وایکانو در پست هافبک دفاعی بازی می‌کند.